# Diastellopterus
Diastellopterus is een kevergeslacht uit de familie van de boktorren (Cerambycidae). De wetenschappelijke naam van het geslacht werd voor het eerst geldig gepubliceerd in 1858 door Thomson.

## Soorten
Diastellopterus omvat de volgende soorten:
- Diastellopterus clavatus (Chevrolat, 1855)
- Diastellopterus nigricornis Aurivillius, 1916